# Renova (geslacht)
Renova is een monotypisch geslacht van straalvinnige vissen uit de familie van de killivisjes (Rivulidae).

## Soorten
- Renova oscari Thomerson & Taphorn, 1995